# Aardjesberg
De Aardjesberg is een heuvel op de Westerheide tussen de stuwwal van Laren/Huizen en Hilversum in de Nederlandse provincie Noord-Holland. De heuvel ligt bij de kruising van de Oude en de Nieuwe Crailose Weg.

## Stuwwal
De Aardjesberg heeft een hoogte van 15,50 m + NAP. De stuwwal werd gevormd in de voorlaatste ijstijd, zo’n 150.000 jaar geleden. De heuvel is een voor erosie gespaard gebleven keileemrest. De Aardjesberg wordt met de Lange Heul, die verderop ligt op de Bussummerheide, voor het eerst genoemd in een document uit 1428.Baljuw Splinter van Nijenrode verklaart daarin dat hij in opdracht van Jan van Beieren een banscheiding heeft laten aanleggen die loopt voirt op Aertgesberch, gelegen op Lange Hulle. Deze banscheiding is nog herkenbaar als een laag dijkje op de heidevelden.

## Bodemvondsten
Reeds voor de laatste ijstijd werd het gebied door Neanderthalers gebruikt om te jagen. Op de heuvel zijn bodemvondsten gedaan uit de late bronstijd en vroege ijzertijd, zo'n 120.000 jaar geleden. Archeologen vonden er resten van vuurstenen werktuigen, bronzen speerpunten en scherven van urnen. Een bijzondere vondst was een Levallois-spits. Vondsten van de Westerheide zijn te zien in het Geologisch Museum Hofland, het Huis van Hilde en het Rijksmuseum van Oudheden in Leiden.
De vruchtbare keileem en de aanwezigheid van water in de bodem maakte de Aardjesberg tot een geschikte vestigingsplaats voor de prehistorische mens. Naast het feit dat hier vuursteen te vinden was, was het een hoog en droog punt. De Aardjesberg lag toen in een bosrijk gebied, tegenwoordig is de glooiende helling van de Aardjesberg begroeid met gras en krentenboompjes.
Op de Aardjesberg is nog een zogeheten leemkuil aanwezig. De Leemkuil is in aanvang waarschijnlijk al gegraven in de prehistorie en sindsdien vergroot. Bij de bouw van de schaapskooi in 1936 is de kuil nog aanzienlijk uitgebreid.
Tussen 2900 tot 500 v. Chr. werden rond de Aardjesberg grafheuvels aangelegd om doden te begraven. Ook op andere plekken van de Westerheide zijn vondsten gedaan uit de Hilversumcultuur.
Bodemonderzoek rond de Aardjesberg in 1989 en 1991 wees op de aanwezigheid van akkers van een Middeleeuwse nederzetting.
De Kei van Hilversum werd in 1916 aangetroffen bij de Aardjesberg. In 1921 werd deze zwerfkei naar Hilversum overgebracht.
Op de Aardjesberg is nog een grote Zwerfsteen aanwezig.

## Flora en Fauna
De omstandigheden zijn op deze plek gunstig voor een verscheidenheid van de flora en fauna.

### Schapen
In 1935 gaf het pas opgerichte Goois Natuurreservaat opdracht aan de Larense architect Wouter Hamdorff om een schaapskooi met een herderswoning te bouwen boven op de Aardjesberg. De kooi werd gebouwd met op de Aardjesberg gevonden zwerfkeien. De keileem uit de ijstijden werd gebruikt als ruige muurbekleding. De schaapskooi was maar een kort leven beschoren. In februari 1945 werd de woning van de schaapsherder in brand geschoten door Duitse soldaten. De schaapskooi werd in de jaren daarna gesloopt. Pas tien jaar later kwam er een nieuwe schaapskudde op de Westerhei, ditmaal tegenover het Sint Janskerkhof.

### Korhoenders
Het terrein van de voormalige schaapskooi werd na de Tweede Wereldoorlog een reservaat voor korhoenders. De Aardjesberg werd daardoor ook wel het Korhoendersveld genoemd. Helaas is deze vogelsoort in het Gooi uitgestorven sinds de jaren 80 van de 20e eeuw.

### Reeën
Op de aardjesberg is een afgezet beschermd rustgebied voor de Ree, die zich wel vrij over de Wester en Bussumerheide kunnen begeven, wandelaars zijn daar niet welkom.

### Boekweit
De vroegere boekweitakker bij de herderswoning wordt door het Goois Natuurreservaat nog elk jaar ingezaaid met boekweit. Deze boekweit vormde de basis voor het Wapen van Hilversum en Wapen van Gooise Meren.

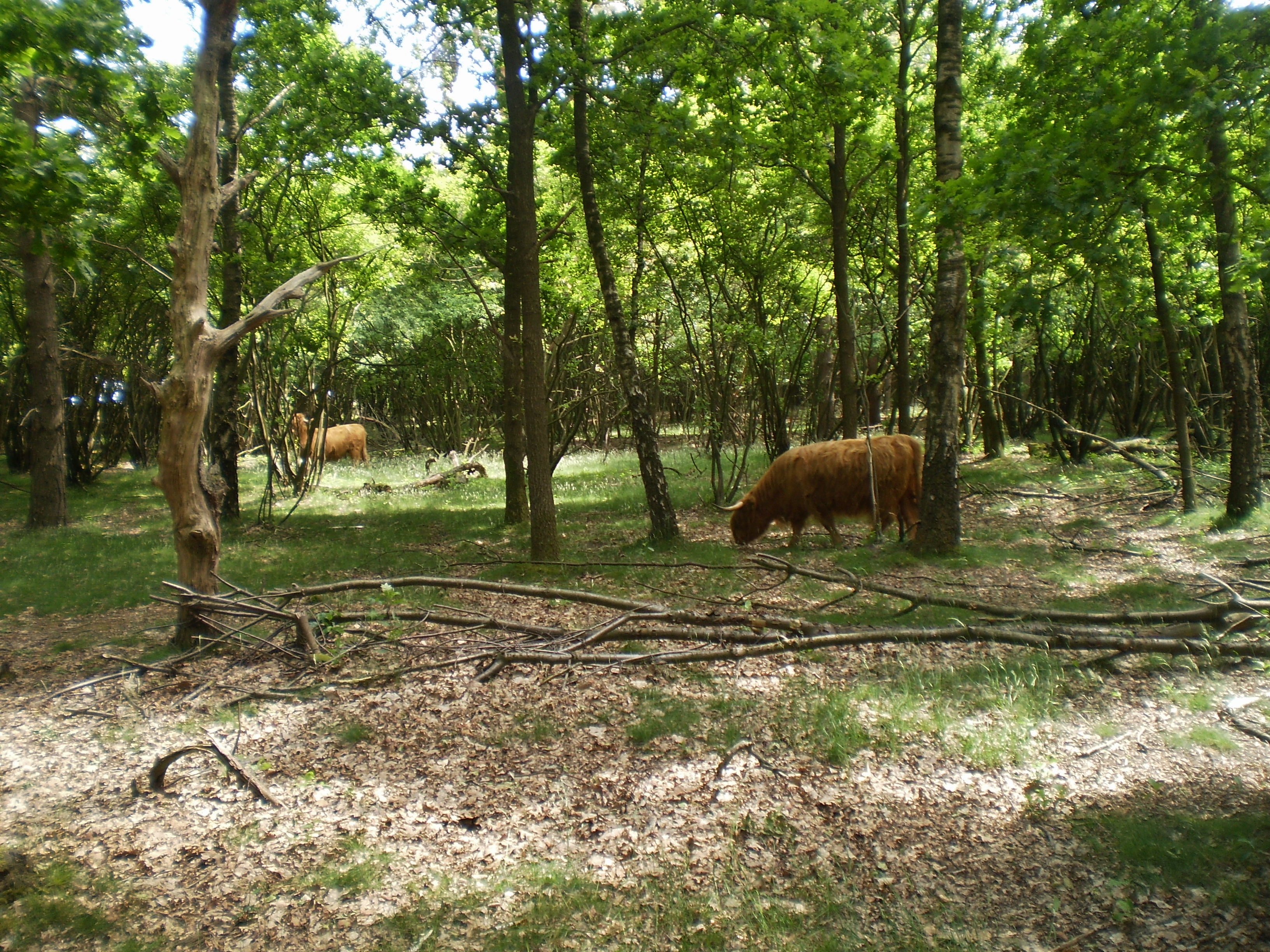
Runderen tussen de krentenboompjes
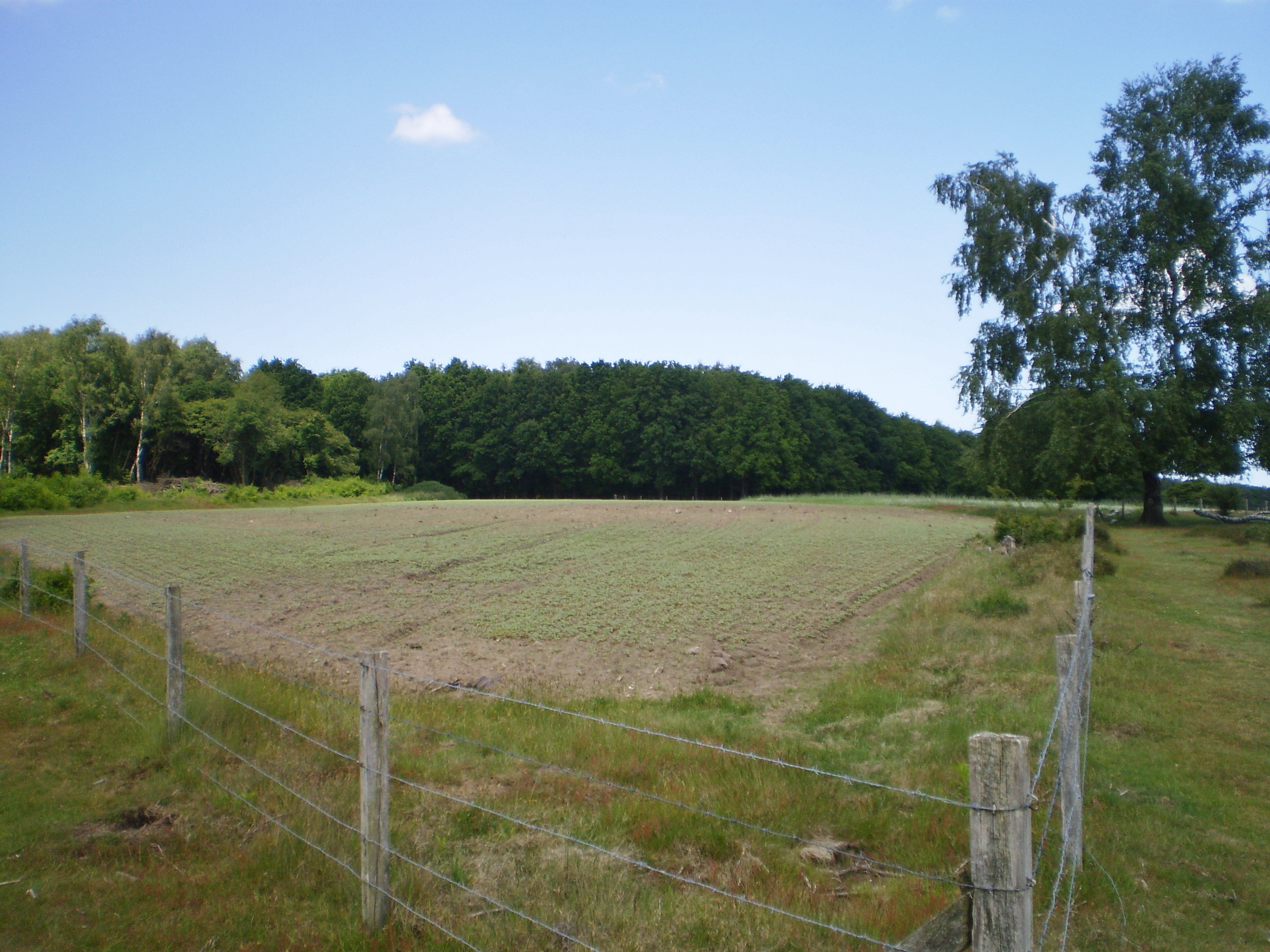
Boekweitakker
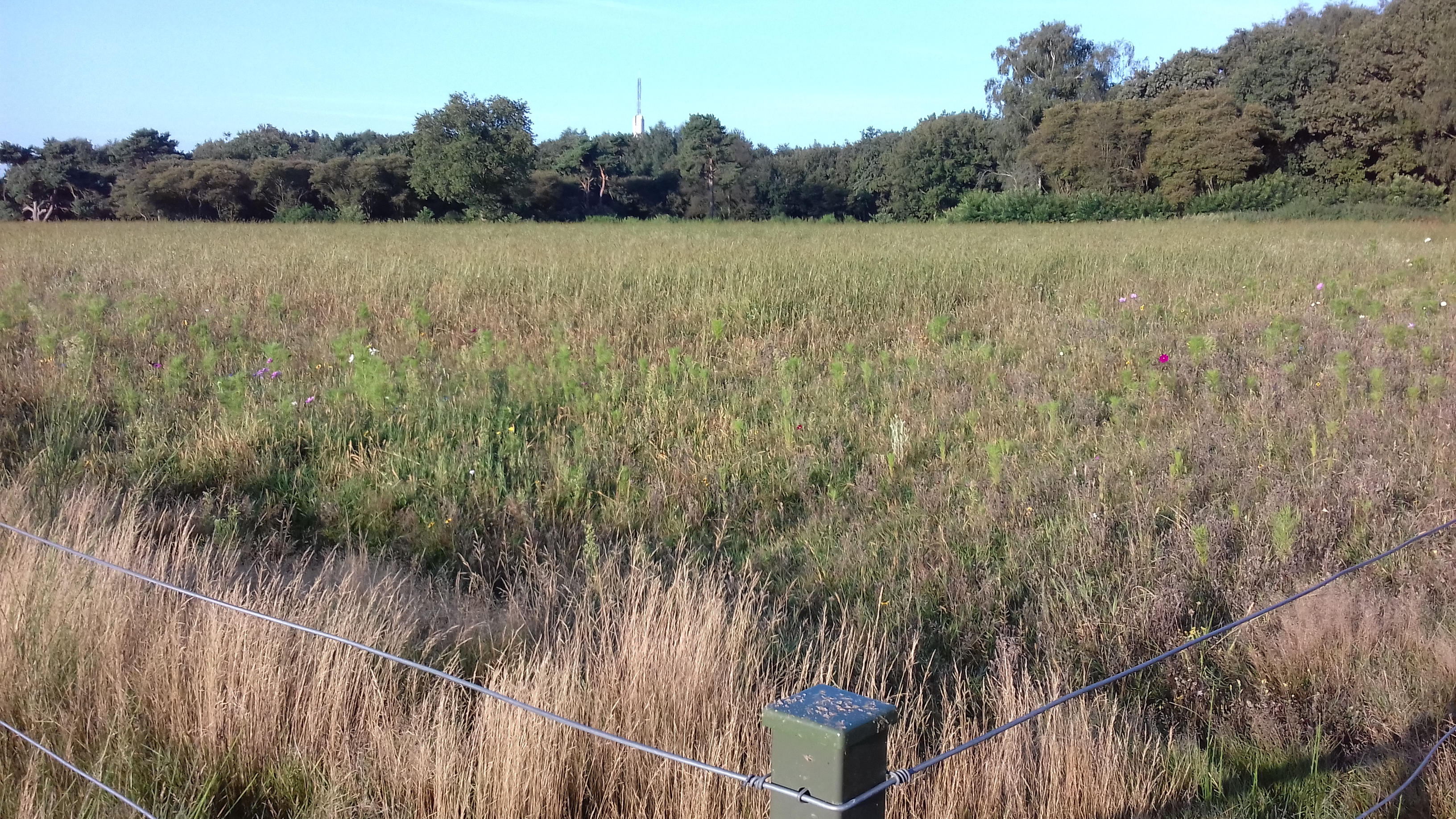
Akker met Boekweit
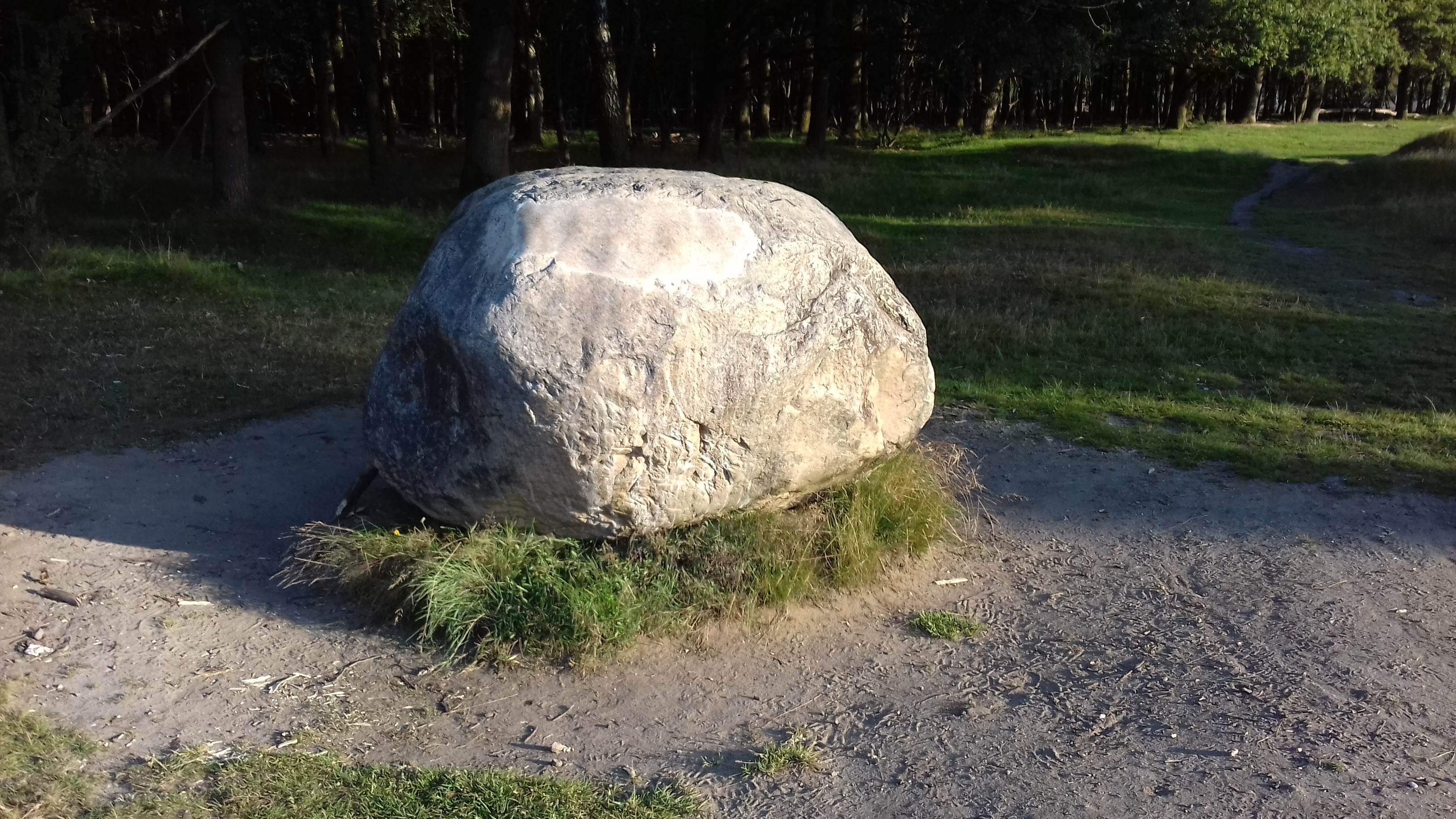
Zwerfkei
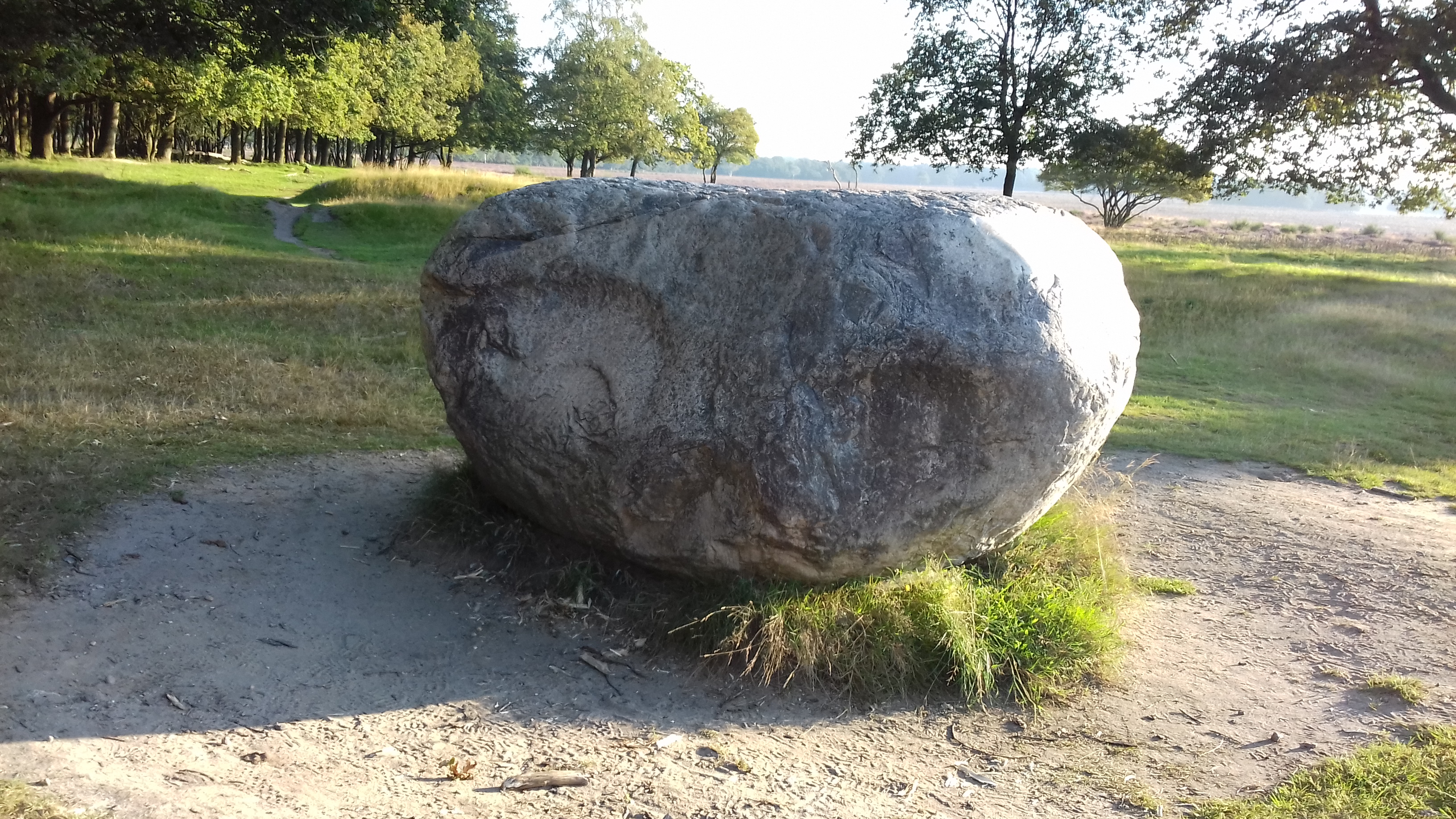
Zwerfkei